# Uri (Włochy)
Uri – miejscowość i gmina we Włoszech, w regionie Sardynia, w prowincji Sassari.
Według danych na rok 2004 gminę zamieszkiwało 3050 osób, 54,5 os./km². Graniczy z Alghero, Ittiri, Olmedo, Putifigari, Sassari, i Usini.